# Carreguí
En física de partícules, el carreguí (chargino en anglès) és una partícula hipotètica associada als estats propis de massa d'un supercompany carregat, és a dir a qualsevol nou fermió carregat elèctricament (amb espín 1/2) predit per supersimetria.
Els carreguins són combinacions lineals dels Weins i Higgsins carregats, és a dir són els supercompanys fermiònics dels bosons W i Higgs. Hi ha dos carreguins que són fermions i elèctricament carregats, típicament anomenats Cχ±1 (el més lleuger) i Cχ±₂ (el més pesant), tot i que de vegades també s'utilitza la nomenclatura {\displaystyle {\tilde {\chi }}_{1}^{\pm }} i {\displaystyle {\tilde {\chi }}_{2}^{\pm }} quan s'empra el terme {\displaystyle {\tilde {\chi }}_{i}^{0}} per als neutralins
. El carreguí més pesant pot decaure al carreguí més lleuger a través del bosó neutre Z. Tots dos poden decaure en un neutralí a través d'un bosó W carregat:
{\displaystyle {\tilde {\chi }}_{2}^{\pm }} → {\displaystyle {\tilde {\chi }}_{1}^{\pm }} + Z
{\displaystyle {\tilde {\chi }}_{2}^{\pm }} → {\displaystyle {\tilde {\chi }}_{i}^{0}}₂ + W±
{\displaystyle {\tilde {\chi }}_{1}^{\pm }} → {\displaystyle {\tilde {\chi }}_{i}^{0}}1 + W±